# Годен, Алексис
Алексис Пьер Иньяс Годен (фр. Alexis Pierre Ignace Gaudin; 28 ноября 1816, Сент — 8 апреля 1894, Сент-Уэн) — французский фотограф. Младший брат Марка Антуана Годена.
Увлёкшись фотографией благодаря своему брату, в 1843 г. открыл в Париже мастерскую по изготовлению дагерротипов. В 1851 г. приобрёл первый в Европе посвящённый фотографии журнал La Lumière, привлёк к участию в нём своего брата, однако оставил руководителем издания его основателя Эрнеста Лакана. На протяжении 1850-х гг. фирма Годена превратилась в крупный центр продажи фотографий, фототехники и фототоваров, для которого журнал использовался как рекламная площадка. В 1860 г. Лакан покинул журнал, и братья Годен продолжили издавать его самостоятельно. В 1864 г. Годен по неизвестным причинам полностью прекратил любую коммерческую деятельность и продал фирму своему брату Шарлю.